# Sultindvik
Sultindvik est une localité du comté de Troms, en Norvège.

## Géographie
Administrativement, Sultindvik fait partie de la kommune de Lenvik.